# Cipelahq
Cipelahq, (Chebelakw, Duh noćnog zraka) je opasan ptičji duh iz Wabanaki folklora, koji se koristi u pričama koje se pričaju kako bi se djeca zaplašila da budu poslušna svojim roditeljima. Chebelakw ima nezemaljski krik i podsjeća na veliku sovu ronilicu, samo mu se vide glava i kandže. Ime mu vjerojatno dolazi od riječi iz jezika Maliseet-Passamaquoddy za "strašne oči". Srodne figure u drugim plemenima: Stikini plemena Seminole.
Alternativni nazivi su Cipelahkw, Chebelaque, Chibela'kwe, Chib'lakwe, Chebelakw, Chibaloch, Tcipila'kw, Chee-bal-ok, Gee-bel-lowk, k'Chebollock